# Bourg-du-Bost
 Bourg-du-Bost  (en occitano Lo Borg dau Bòsc) es una población y comuna francesa, situada en la región de Aquitania, departamento de Dordoña, en el distrito de Périgueux y cantón de Ribérac.

## Demografía
| 194 | 195 | 185 | 188 | 174 | 200 |
| Para los censos de 1962 a 1999 la población legal corresponde a la población sin duplicidades (Fuente: INSEE [Consultar]) |     |     |     |     |     |